# Einar Hellsén
Einar Lorentz Hellsén, född 19 januari 1893 i Söderala församling, Gävleborgs län, död 29 mars 1971 i Göteborgs Vasa församling, var en svensk företagsledare.
Hellsén var anställd i Norrländska Automobilaffären i Bollnäs 1910–1913, startade tillsammans med en bror bilskola i Söderhamn 1913 och egen bilskola i Halmstad 1918. Han övergick därefter till bilhandeln, blev auktoriserad återförsäljare för Ford Motor Company 1923 och var under flera år representant för General Motors. Han startade Bil & Truck i Göteborg 1929 och blev verkställande direktör och innehavare då firman ombildades till aktiebolag 1930 och behöll denna post till 1963. Han var ensamförsäljare för Volvo inom Göteborgsdistriktet från 1938.
Hellsén startade även Hansson & Lundbom Motor AB (inom båtbranschen) 1952, Intercar AB (biluthyrning) 1960 och var innehavare av Fastighets AB Lützen från 1938. Han var styrelseledamot i AB Bil & Truck, ordförande i Göteborgs bilverkstäders förening, ledamot av centralstyrelsen och arbetsutskottet i Svenska automobilhandlarförbundet och styrelseledamot i Bilverkstädernas arbetsgivareförbund 1935–1963. Han var generalkonsul för Honduras i Göteborg sedan 1950.